# Gravest Hits
Gravest Hits es el primer EP de 12 pulgadas de la banda de rock estadounidense The Cramps y primero que lanzaron con los sellos Illegal Records y I.R.S. Records, que recopiló las dos caras de sus dos primeros sencillos de 1978, lanzados con el sello propio Vengeance, el primero con las versiones de "Surfin bird" de The Trashmen y "The Way I Walk" de Jack Scott, y el segundo con la versión de "Domino" de Roy Orbison y la composición "Human Fly" de Lux Interior y de Poison Ivy. A ellas se sumó una quinta pista "Lonesome Town", versión de Ricky Nelson. 
Las notas del EP fueron acreditadas a Dr. J H. Sasfy, crítico musical y colaborador de The Washington Post, incluyéndose en la contraportada una imagen de la banda actuando en el teatro Palladium de Nueva York.

## Lista de canciones
1. "Human Fly"
2. "The Way I Walk"
3. "Domino"
4. "Surfin' Bird"
5. "Lonesome Town"

## Personal

### Formación
- Lux Interior - Vocalista
- Poison Ivy Rorschach - Guitarra
- Bryan Gregory - Guitarra
- Nick Knox - Batería